# Allexivirus
Genre
Espèces de rang inférieur
- espèce-type : Shallot virus X

Allexivirus est un genre de virus de la famille des Alphaflexiviridae, qui  comprend 12 espèces officiellement décrites, dont le ShVX (Shallot virus X) qui est l'espèce-type, et 9 espèces proposées. Ce sont des virus à ARN simple brin à polarité positive, rattachés au groupe IV de la classification Baltimore. 
Ils infectent des plantes herbacées, notamment dans le genre Allium (phytovirus). 
Ces virus sont transmission par des acariens.
Les virions, en forme de bâtonnets filamenteux et flexueux, sont relativement courts, d'une longueur d'environ 800 nm.

## Liste des non-classés et espèces
Selon NCBI (22 janvier 2021) :
- Alfalfa virus S
- Arachis pintoi virus
- Blackberry virus E
- Garlic mite-borne filamentous virus
- Garlic virus A
- Garlic virus B
- Garlic virus C
- Garlic virus D
- Garlic virus E
- Garlic virus X
- Shallot virus X
- Vanilla latent virus
- non-classés 
  - Allexivirus DS-2013/CZE
  - Cassia mild mosaic virus
  - Garlic virus F
  - Garlic virus G
  - Garlic virus H
  - Garlic virus I
  - Garlic yellow virus
  - Papaya virus A
  - Shallot mite-borne latent virus